# Cyrtolejeunea
Cyrtolejeunea là một chi rêu trong họ Lejeuneaceae.